# Miguel Ángel Contreras Llajaruna
Miguel Ángel Contreras Llajaruna SM (ur. 5 lipca 1979 w Cajabamba) – peruwiański duchowny rzymskokatolicki, marysta, biskup pomocniczy Callao od 2025 . 

## Życiorys

### Prezbiterat
Święcenia kapłańskie otrzymał 25 grudnia 2008. Został inkardynowany do diecezji Callao. Po przyjęciu święceń kapłańskich pełnił liczne funkcje w swoim zgromadzeniu zakonnym, bezpośrednio przed nominacją biskupią był wikariuszem biskupa ds. życia konsekrowanego oraz przełożonym Towarzystwa Maryi w Ameryce Południowej.

### Episkopat
15 maja 2025 papież Leon XIV mianował go biskupem pomocniczym diecezji Callao ze stolicą tytularną Babra. Sakry w kościele Niepokalanego Poczęcia Najświętszej Maryi Panny w Callao udzielił mu 12 lipca 2025 biskup Callao, Luis Alberto Barrera Pacheco. 